# Dan Breen

Dan Breen (1920er Jahre)

Daniel „Dan“ Breen (irisch Dónall Ó Braoin; * 11. August 1894 in Grange, Donohill, County Tipperary; † 27. Dezember 1969 in Dublin) war ein Freiwilliger der Irisch-Republikanischen Armee während des Irischen Unabhängigkeitskrieges und des Irischen Bürgerkriegs. In späteren Jahren war er Politiker der republikanischen Partei Fianna Fáil.
Dan Breen gehörte der Dritten Tipperary Brigade der IRA an, die zuerst aus ihm und den drei weiteren Offizieren Seán Treacy, Seán Hogan und Séamus Robinson bestand. Weitere fünf Freiwillige schlossen sich danach mit Tadhg Crowe, Mick McCormack, Paddy O’Dwyer, Michael Ryan und Sean O’Meara an.

## Leben
Dan Breen wurde in Grange in der Gemeinde Donohill, County Tipperary, geboren. Sein Vater starb, als Breen sechs Jahre alt war, wodurch er in äußerst ärmlichen Verhältnissen aufwuchs.
Breen erhielt eine örtliche Ausbildung, bevor er als Gipser arbeitete und später als Streckenwärter für die Great Southern Railways tätig war.

### Revolutionär
Dan Breen trat 1912 der Irisch Republikanischen Bruderschaft (IRB) sowie 1914 den Irish Volunteers, einem der Vorläufer der IRA, bei. Die erste Versammlung des Einkammer-Parlaments der revolutionären irischen Republik fand am 21. Januar 1919 in Dublin statt. Breen betrachtete sich als „Soldat der ersten Linie“. Er war am 21. Januar 1919 mit sieben anderen Männern am Soloheadbeg-Überfall beteiligt, der von Seán Treacy angeführt wurde. Aus einem Hinterhalt griffen sie die zwei Polizisten James McDonnell und Patrick O’Connell der Royal Irish Constabulary an, die Sprengstoff zu einem Steinbruch eskortierten. Beide wurden tödlich getroffen. Dieser Hinterhalt gilt als der erste Zwischenfall im Irischen Unabhängigkeitskrieg. Breen erinnert sich dazu später:

„… wir haben diese Aktion absichtlich unternommen. Wir besprachen und überdachten alles gemeinsam. Treacy erzählte mir, es müsse erst jemand getötet werden, bevor ein Krieg ausbrechen könnte; und wir wollten einen Krieg beginnen. Also planten wir, die ersten Polizisten die wir zu Gesicht bekommen und einer wichtigen Abteilung der feindlichen Kräfte angehören würden, zu töten … Jedoch bedauern wir es, dass während der Aktion nur zwei anstatt sechs Polizisten wie ursprünglich erwartet anwesend waren.“

Einige Wochen später trafen sich, bekannt als die „Großen Vier“, Treacy, Breen und Hogan mit Robinson und hielten sich für die kommenden Monate versteckt. Sie zogen von Haus zu Haus, übernachteten bei Sympathisanten oder schliefen unter freiem Himmel.

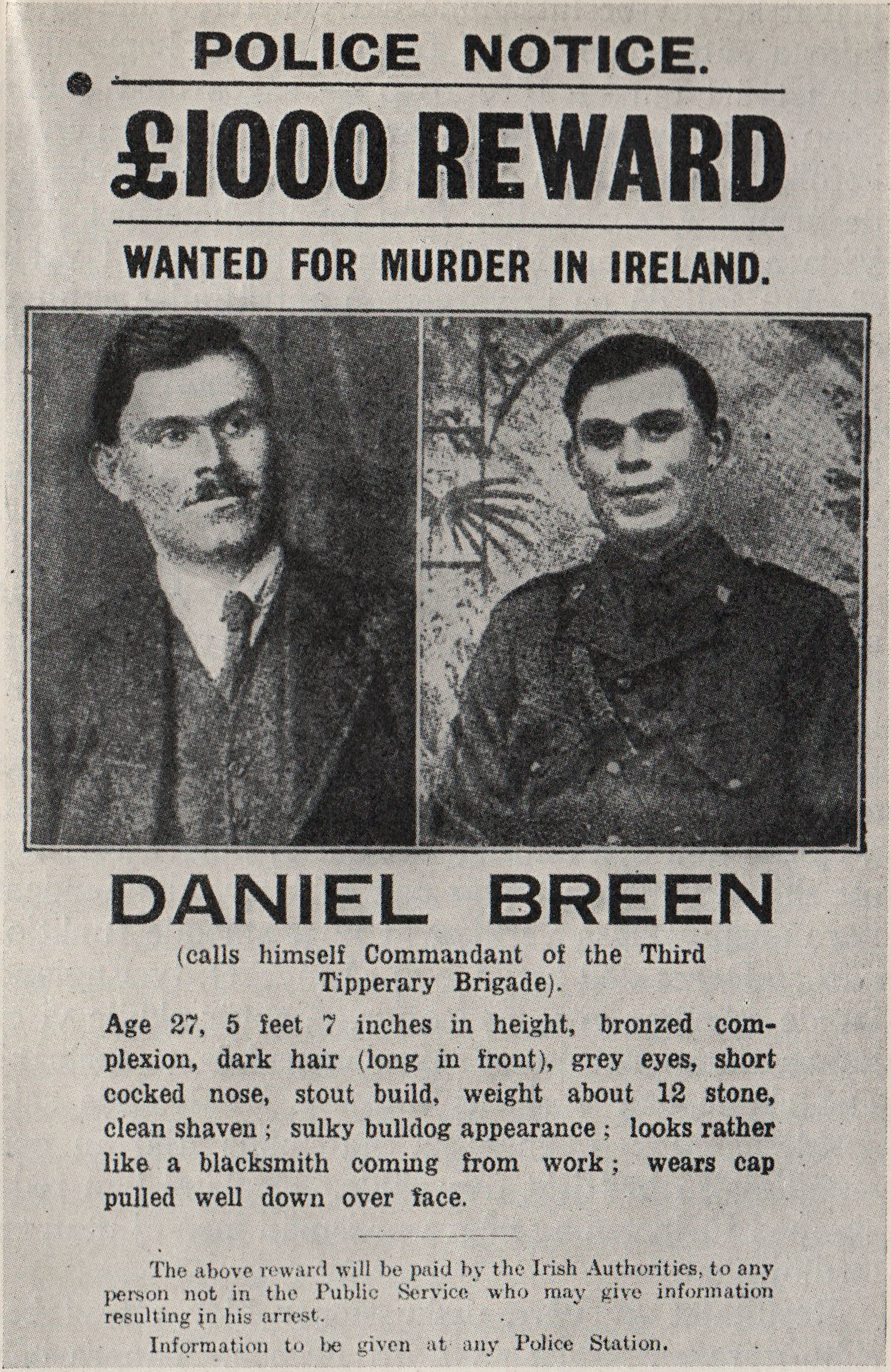
Britischer Steckbrief für Dan Breen, ca. 1919

Während des Konflikts setzten die Briten eine Belohnung von £1,000 für die Ergreifung Breens aus, die später auf £10,000 erhöht wurde. Breen etablierte sich schnell als Führer der Irisch-Republikanischen Armee (IRA). Er war bekannt für seinen Mut.
Hogan wurde im Mai 1919 von der Royal Irish Constabulary gefangen genommen. Seine Gefangennahme löste einen dramatischen Konflikt des Krieges aus. Treacy, Breen und Robinson, gefolgt von Männern der Ost Limerick Brigade, befreiten den mit Handschellen gefesselten Seán Hogan am 13. Mai 1919 unter vorgehaltenen Waffen aus einem schwer bewachten Zug unter der Führung von vier Royal Irish Constabulary–Offizieren an der Knocklong Station im County Limerick. Hogan wäre mit Sicherheit exekutiert worden, wäre er nicht befreit worden. Zwei Royal Irish Constabulary wurden bei der Befreiung Hogans getötet. Breen und Treacy wurden ernsthaft verwundet. Breen erinnert sich, dass die katholische Kirche sein Bataillon sofort als kaltblütige Meuchelmörder verurteilt habe. Nach dem Kampf reisten Treacy, Séamus Robinson und Breen nach Dublin, um Michael Collins zu treffen. Dieser schlug Breen und Hogan vor, unterzutauchen und in die USA zu gehen. Beide lehnten das Angebot jedoch ab und erklärten Collins, sie würden in Irland bleiben, um den Kampf weiterzuführen. Sie stimmten überein, sie würden „sich natürlich durchkämpfen“.
Die britische Reaktion darauf war, Tipperary zu einer Militärzone mit Ausgangssperre zu erklären, welche nur mit einer Reiseerlaubnis zu erreichen war. Das Hauptquartier autorisierte Freiwillige, Angriffe auf Kasernen zu unternehmen. Richard Mulcahy meinte dazu, dass die britische Politik „die turbulenten Geister wie Breen und Treacy eher in den Bereich Dublin hätte drängen sollen“. Die Erfahrungen der durchgeführten Prinzipien des Guerillakrieges wurden ein wesentlicher Bestandteil allgemeiner Kriegsübungen. Als Tipperary letztendlich „zu heiß“ für sie wurde und Dublin Zentrum des Krieges wurde, schlossen sie sich der von Michael Collins zur Spionageabwehr gegründeten Kommandoeinheit „Die Zwölf Apostel“ an, später auch bekannt als Dublin Guard.
Im Dezember 1919 kam es zu einem erneuten Angriff in Ashtown neben dem Phoenix Park in Dublin, bei dem auch Breen anwesend war. Martin Savage plante, John French, 1. Earl of Ypres, zu ermorden und kam dabei selbst ums Leben. Die IRA versteckte sich hinter Hecken, als ein Konvoi von Fahrzeugen vorbei kam. Sie wurden angewiesen, das erste Fahrzeug zu ignorieren, in dem sich aber John French befand. Die Straßenblockade scheiterte, da ein Polizist ein Fuhrwerk aus der Blockade entfernte, welches eigentlich dazu dienen sollte, das sich nähernde Fahrzeug zu stoppen.
Nachdem sie der Dublin Metropolitan Police entkommen waren, verbrachten Breen und Sean Treacy die Nacht des 20. Oktober 1920 im Fernside-Haus an der Home Farm Road. Nachdem das Haus von Armee und Polizei überfallen wurde, mussten sich Breen und Traecy ihren Weg durch die britische Militärzone im nördlichen Vorort von Drumcondra freischießen. Sie entkamen, jedoch wurde Treacy am nächsten Tag getötet. Breen wurde mindestens vier Mal getroffen, davon zwei Mal in der Lunge.
Breen lehnte den Anglo-Irischen Vertrag, der ihn und viele andere wütend und verbittert machte, strikt ab:

„Ich hätte nie eine Waffe in die Hand genommen, noch einen Schuss abgefeuert, um diesen Vertrag zu erhalten … Schreiben am zweiten Todestag von Martin Savage. Glauben Sie, dass er sein Leben bei dem Versuch einen britischen Generalgouvaneur zu töten geopfert hätte, um Platz für einen weiteren britischen Generalgouverneur zu schaffen?“

In der Wahl am 16. Juni 1922 wurde Breen von Befürwortern und Gegnern des Vertrages als Kandidat nominiert, jedoch nicht gewählt.

### Irischer Bürgerkrieg
Während der allgemeinen Wahlen bei der Versammlung Irlands am 27. August 1923 wurde Breen als republikanischer Gegenkandidat zum Teachta Dála (Abgeordneten des parlamentarischen Unterhauses) für den Wahlkreis Tipperary gewählt.
Nach dem Anglo-Irischen-Vertrag trat Breen im Bürgerkrieg der Irisch-Republikanischen Organisation Anti-Treaty bei und kämpfte gegen seine ehemaligen Kampfgenossen, die den Vertrag unterstützten.
Er wurde von der National Army unter Arrest gestellt und in der Haftanstalt in Limerick interniert. Er verbrachte dort zwei Monate, bevor er sich sechs Tage in den Hungerstreik und nachfolgend für sechs Tage in einen Durststreik begab. Danach wurde Breen entlassen.

### Heirat

Heirat von Dan Breen und Brigid Malone (sitzend) mit Seán Hogan und Aine Malone (stehend)

Am 12. Juni 1921 heiratete Breen während des Unabhängigkeitskrieges Brigid Malone, die der paramilitärischen Organisation Cumann na mBan angehörte, die am 2. April 1914 in Dublin gegründet worden war. Sie hatten sich in Dublin kennengelernt, als Brigid ihn wegen einer Schusswunde versorgte.
Seán Hogan war Brautführer und Brigids Schwester Aine Malone Brautjungfer. Fotos der Hochzeitsfeierlichkeiten wurden von Séan Sharkey in The Tipperary Third Brigade a photographic record veröffentlicht. Zu dieser Zeit war Breen der meistgesuchte Mann in Irland. Obwohl Süd-Tipperary unter Kriegsrecht stand, wurde eine große Hochzeitsfeier abgehalten. Die Hochzeit fand in Purcells „Glenagat-Haus“ in New Inn statt. Viele Mitglieder der Dritten Tipperary Brigade nahmen an den Feierlichkeiten teil. Darunter auch die Anführer der Flying column, einer kleinen militärischen und unabhängigen Landeinheit, Dinny Lacey und Hogan.
Die Breens hatten zwei Kinder, Donal und Granya.

### Politik

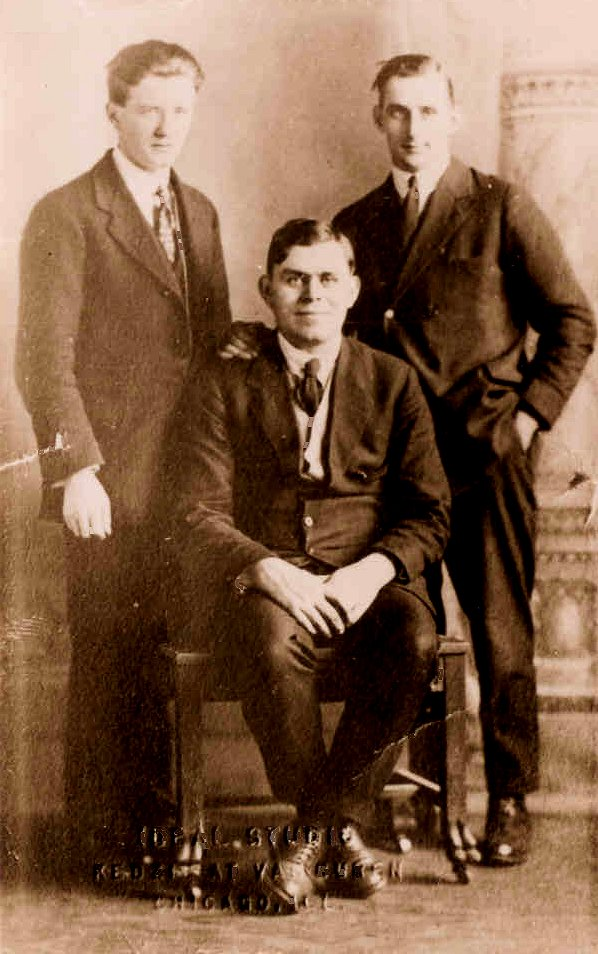
Dan Breen (sitzend) mit Seán Hogan und Ned O’Brien in Chicago

1924 schrieb Breen ein Buch über seine Guerilla-Tage, Mein Kampf für die Irische Freiheit. Als Republikaner repräsentierte er 1923 Tipperary zusammen mit Éamon de Valera und Frank Aiken als Mitglieder des Parlaments Fourth Dáil. Er war der erste Vertragsgegner, der 1927 einen Sitz erhielt. Im Juni 1927 unterlag er bei den Wahlen und reiste in die USA, wo er ein Speakeasy eröffnete. 1932 kehrte er nach Irland zurück und erlangte in der Jahreswahl einen Sitz als Mitglied der Republikanischen Partei. Während des Zweiten Weltkrieges wurde Breen damit beauftragt, die Achsenmächte zu beobachten. Bis zu seiner Pension repräsentierte er seinen Wahlkreis in Tipperary ohne Unterbrechung bis zur Wahl 1965.

### Tod
1969 wurde Dan Breen in der Nähe seines Geburtsortes Donohill beerdigt. Seine Begräbnisfeier war die größte in West-Tipperary seit dem Begräbnis seines besten Freundes und Kriegskameraden Seán Treacy in Kilfeacle im Oktober 1920. Eine geschätzte Anzahl von 100.000 Trauernden versammelten sich in dem kleinen Dorf, um ihm die letzte Ehre zu erweisen.
Breen war Thema einer 2007 erschienenen Biographie: Dan Breen and the IRA von Joseph F. Ambrose.

## Werke
- Dan Breen: My fight for Irish freedom. Dublin: Anvil 1921
- Dan Breen: On The Run (Auf Der Flucht)